# Palatul Mollard-Clary

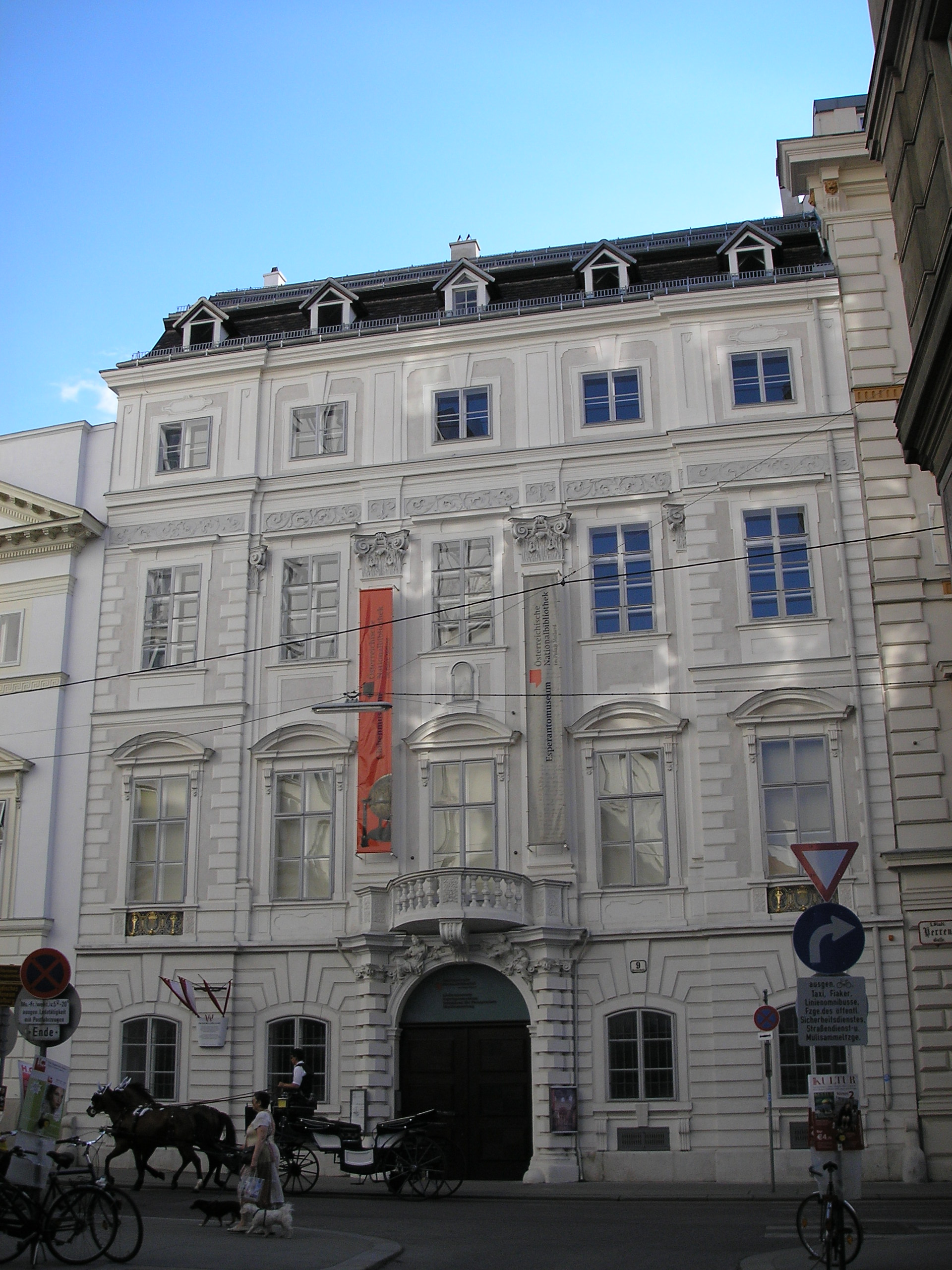
Palatul Mollard-Clary din Viena.

Palatul Harrach este un palat în stil baroc din Viena, Austria. El este localizat în cartierul Innere Stadt pe strada Herrengasse 9.

## Istorie
Primul stăpân al domeniului a fost Peter von Mollard, a cărui copii, cinci la număr, au jucat un rol important la curtea vieneză. Erau oameni respectabili dar cu numeroase dificultăți materiale. În jurul lui 1689 contele Mollard, Ferdinand Ernst, a cărui soră era celebra contesă, fiica Mariei Terezia, a hotărât modificarea casei existente prin transformarea fațadei, ceea ce ar fi fost posibil numai printr-un împrumut. Domenico Martinelli a făcut planurile pentru schimbare, dar stăpânul casei nu a fost de acord cu proiectul fațadei făcut de Martinelli. Arhitectul tirolez Christian Alexander Oedtl a primit ordinul de a face proiectul fațadei. De la Martinelli s-au folosit planurile de interior.
Palatul a fost cumpărat în 1760 de Franz Wenzel, conte de Clary și Aldringen, care a continuat cu modificările. S-au pus grilaje sub ferestre și stilul Baroc Târziu s-a făcut simțit în camere.
În sec. al XVIII-lea s-a modificat din nou fațada cu Eckrisaliten și pilaștri (Reisenpilastern).
Mai târziu palatul a găzduit legația bavareză și muzeul de stat federal Niederosterreichi.
Stricăciunile provocate de bombardamentele din timpul celui de al doilea război mondial au fost reparate și în același timp s-a mărit suprafața curții. În 1982 a fost din nou restaurat.
Foarte puține piese originale s-au păstrat datorită numeroaselor transformări. În partea veche a palatului se află galeria cu picturi în ulei care datează din jurul lui 1700 și reprezintă Puttengruppen și scene din mitologie. Unele tablouri aparțin pictorului Andrea Lanzani.